# Lars Drawert
Lars Drawert (vormals Lars dos Santos Drawert) (* 19. Januar 1976 in Dohna, Deutsche Demokratische Republik) ist ein deutscher Kameramann und Filmproduzent. Zu seinen Arbeiten gehören Dokumentarfilme für Kino und Fernsehen, Kurzfilme und Werbungen.

## Leben und Wirken
Lars Drawert – Sohn des Schriftstellers Kurt Drawert – wuchs in Pirna, Dresden und Leipzig auf. Nach Abitur und einer Berufsausbildung zum Gestaltungstechnischen Assistenten für Medien und Kommunikation arbeitete er zunächst als Kameraassistent in Dresden. In dieser Zeit beschäftigte er sich vor allem mit Medienkunst, Fotografie und Musik.
Zwischen 2001 und 2007 studierte er Film und Medien mit dem Schwerpunkt Bildgestaltung an der Filmakademie Baden-Württemberg sowie von 2003 bis 2004 an der Staatlichen Hochschule für Film, Fernsehen und Theater Łódź, Polen.
Als wichtigsten Einfluss nennt er die Arbeit des belgischen Kameramanns Alain Marcoen, mit dem er an der deutsch-belgischen Kinoproduktion "Marieke, Marieke" zusammen arbeitete.
Seine Filme und Arbeiten wurden auf internationalen und deutschen Filmfestivals, im Kino, im Fernsehen sowie im Web gezeigt und mehrfach ausgezeichnet. Besondere Aufmerksamkeit erfuhr der biografische Film über und mit dem Kommunisten Walter Ruge Über die Schwelle (2006), dem neben einer Reihe von Auszeichnungen wie dem Findlingspreis und dem Preis für die beste Fotografie auf dem Henri-Langlois-Filmfestival auch das Prädikat „besonders wertvoll“ zuerkannt wurde.
2008 gründete er zusammen mit der brasilianischen Regisseurin Ariane Mondo die deutsch-brasilianische Film- und Fernsehproduktion jatobá filmes GbR. Aus dieser ging 2014 die tela filmproduktion hervor.
Er ist Gastdozent an verschiedenen Akademien und Hochschulen, unter anderem der Fernsehakademie Mitteldeutschland und der Hochschule für Technik, Wirtschaft und Kultur Leipzig.

## Filmografie (Auswahl)
- 1999: Jonas (Kurzspielfilm) – Filmfest Dresden
- 2001: Wie man einem toten Hasen die documenta erklärt (Experimentalfilm) – arte
- 2003: Slavko (Dokumentarfilm)
- 2003: Captain Bligh (Animationsfilm), Filmeditor – Internationale Filmfestspiele Berlin, Olympia International Film Festival for Children and Young People
- 2004: Nur wenn sie schlafen (Kurzspielfilm) – Filmfest Dresden
- 2005: Der Hexer in Niedernhall (Dokumentarfilm) –  Internationales Filmfest Oldenburg
- 2005: Lieber Muslim... (Dokumentarfilm) – Kurzfilmbiennale Ludwigsburg, One-World-Filmfestival Prag, Krakow Filmfestival
- 2006: Tantalus (Kurzspielfilm) – arte, Ofensiva International Filmfestival, Sehsüchte Filmfestival
- 2006: Die Gesichter des Kaffees (Dokumentarfilm) – SWR
- 2006: Über die Schwelle (Dokumentarfilm) – Kino (Verleih: defa-spektrum) und SWR, Sehsüchte Filmfestival, Fish Filmfestival, Videofilmtage Koblenz, Internationale Filmtage Schwäbisch Hall
- 2007: Konsum Dresden eG – Frida (Kinowerbung)
- 2008: Edelweiss – Star der Alpen (Dokumentarfilm) – arte, ORF
- 2009: Ernst Hirsch – Das Auge von Dresden (Dokumentarfilm) – Internationales Leipziger Festival für Dokumentar- und Animationsfilm
- 2010: Commerzbank Trader 2010 (Werbespot)
- 2010–2012: Global Ideas (Doku-Reihe) – Deutsche Welle TV
- 2010: Atropos (Kurzspielfilm) – MDR, Filmfest Dresden, Kurzsüchtig Filmfestival Leipzig, Bamberger Kurzfilmtage, Filmfest Münster
- 2011–2013: Als Mensch ein Solist (Dokumentarfilm) – Kino
- 2014: Lachesis (Kurzspielfilm) – Kurzsüchtig Filmfestival Leipzig
- 2014: In lapide regis (Kinowerbung)

## Auszeichnungen
- 2000: Medienpädagogischer Preis der Sächsischen Landesmedienanstalt (SLM) – Kategorie: Einzelbeitrag
- 2004: Prädikat: wertvoll[1]
- 2004: Olympia International Film Festival for Children and Young People – Lobende Erwähnung
- 2005: Euro. Kurzfilmbiennale Ludwigsburg – Kurzfilmförderpreis (gewonnen)
- 2006: One-World-Film-Festival, Pargue – Bester Kurzfilm (gewonnen)
- 2006: Krakow Film Festival – FIPRESCI-Award (gewonnen)
- 2006: Krakow Film Festival – Lobende Erwähnung
- 2007: Prädikat: besonders wertvoll[2]
- 2007: Fish Filmfestival – Publikumspreis (gewonnen)
- 2007: Videofilmtage Koblenz – Preis der Landeszentrale für politische Bildung (gewonnen)
- 2007: Internationale Filmtage Schwäbisch Hall – Dokumentarfilmpreis (gewonnen)
- 2007: Internationales Filmfestival Henri Langlois Poitiers – Beste Fotografie (gewonnen)
- 2009: Deutscher Wirtschaftsfilmpreis (nominiert)
- 2010: Silber im internationalen Filmwettbewerb "Das goldene Stadttor" auf der ITB Berlin
- 2012: Filmfest Dresden Goldener Reiter: Bester Kurzfilm (gewonnen)
- 2013: ITVA Award Bronze (Kategorie TV/Kino-Trailer)